# 青森県立木造高等学校稲垣分校
青森県立木造高等学校稲垣分校（あおもりけんりつ きづくりこうとうがっこう いながきぶんこう, 英: Inagaki Branch of Aomori Prefectural Kizukuri High School）は、青森県つがる市にあった県立の高等学校分校。
2010年（平成22年）3月に閉校した。閉校後は、校舎等を改築のうえつがる市の稲垣ふれあいセンターとして活用され、多目的ホールや市の稲垣出張所等に使われている。

## 概要
歴史
1948年（昭和23年）に青森県立木造高等学校の定時制分校として設置された。木造高等学校は青森県立であったが、稲垣分校の当初の設置者は稲垣村であった。1964年（昭和39年）に青森県に移管されて県立となり、1978年（昭和53年）に定時制から全日制に転換した。2008年（平成20年）3月に募集を停止し、2010年（平成22年）3月に閉校。62年の歴史に幕を下ろした。
校訓・校章・校歌
青森県立木造高等学校のものと同じ。
特色
青森県立の全日制高等学校の中で唯一給食を採用していた。

## 沿革
- 1948年（昭和23年）6月 - 「青森県立木造高等学校稲垣分校」（村立・昼間定時制）が稲垣村立沼崎小学校（稲垣村大字沼崎字幾世川6の4番地）に併置される。
  - 修業年限を4年とする。
- 1952年（昭和27年）4月1日 - 短期課程（修業年限2年）を設置。
- 1954年（昭和29年）
  - 3月31日 - 短期課程を廃止。
  - 4月1日 - 別科を設置。
- 1957年（昭和32年）
  - 3月31日 - 別科を廃止。
  - この年 - 稲垣村立稲垣小学校から稲垣村立稲垣中学校（稲垣村大字豊川字宮藤35の1番地）へ移転。
- 1959年（昭和34年）- 旧・稲垣村立豊川小学校跡地（稲垣村大字豊川字中袋55番地）に校舎が完成し、移転を完了。
- 1964年（昭和39年）4月1日 - 稲垣村から青森県に移管され、県立の高等学校分校となる。
- 1967年（昭和42年）- 稲垣村大字沼崎字幾世川6の4番地に移転。
- 1978年（昭和53年）4月1日 - 定時制課程（昼間）1・2学年を全日制課程へ移行する。
- 1979年（昭和54年） - 国土調査により、稲垣村大字沼崎字幾世川6の4番地を幾世川6の1に合筆。
- 2007年（平成19年）3月 - 初めて分校独自の卒業式を挙行。
- 2008年（平成20年）3月 - 生徒募集を停止。
- 2010年（平成22年）3月31日 - 閉校。跡地には閉校記念碑が設置されている。